# Harame (Ort)
Harame ist ein osttimoresischer Ort in der Aldeia Harame (Suco Aidabaleten, Verwaltungsamt Atabae, Gemeinde Bobonaro). Er liegt in einer Meereshöhe von 178 m.
Das Dorf Harame befindet sich im Nordwesten der Aldeia, an der Überlandstraße, die in Biacou von der nördlichen Küstenstraße abzweigt. Nördlich schließt sich das Dorf Malepun an. Östlich liegt das Dorf Damlaran.